# Hirschburg (Königswinter)

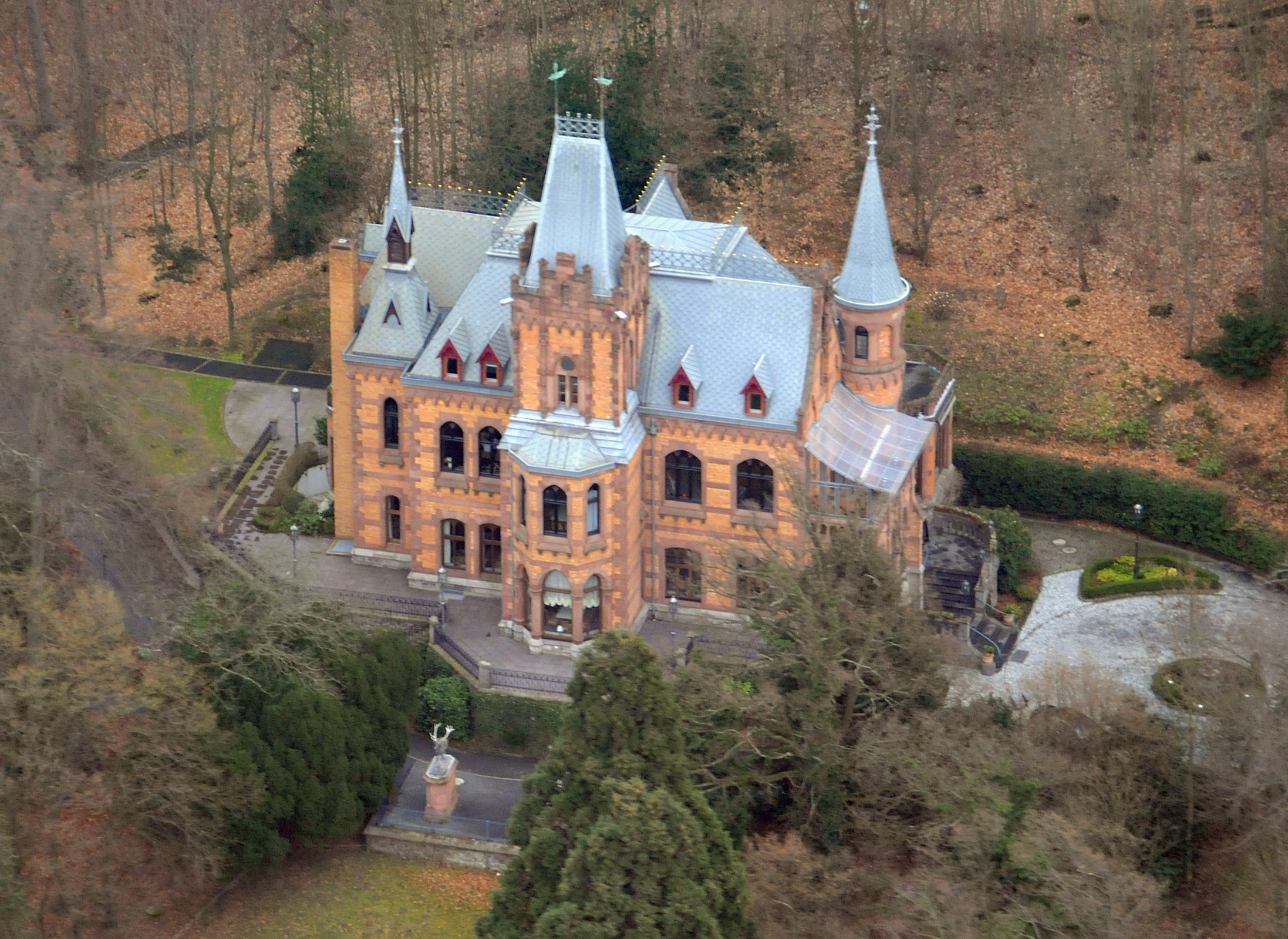
Luftbild der Hirschburg aus südwestlicher Richtung

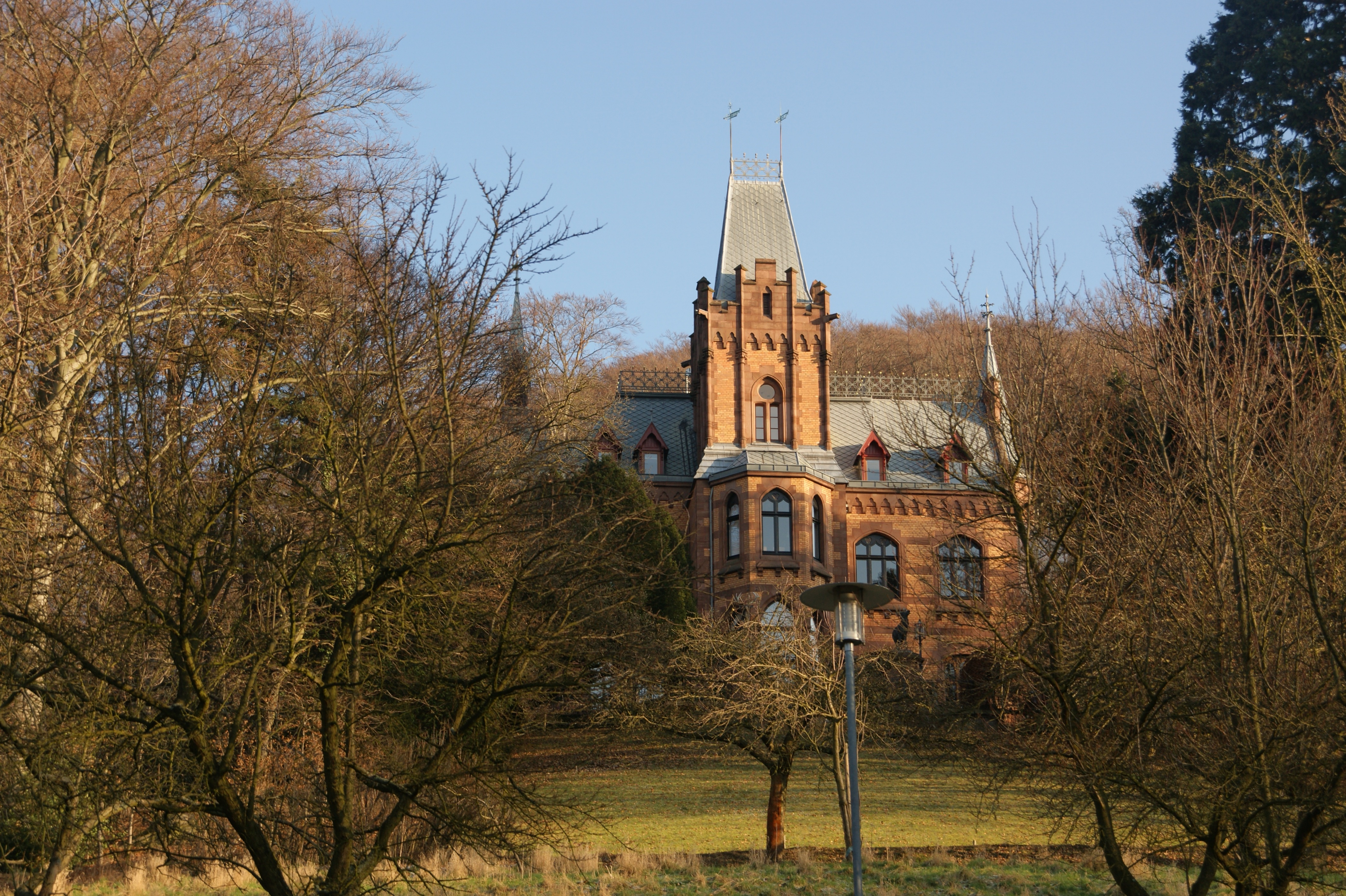
Hirschburg

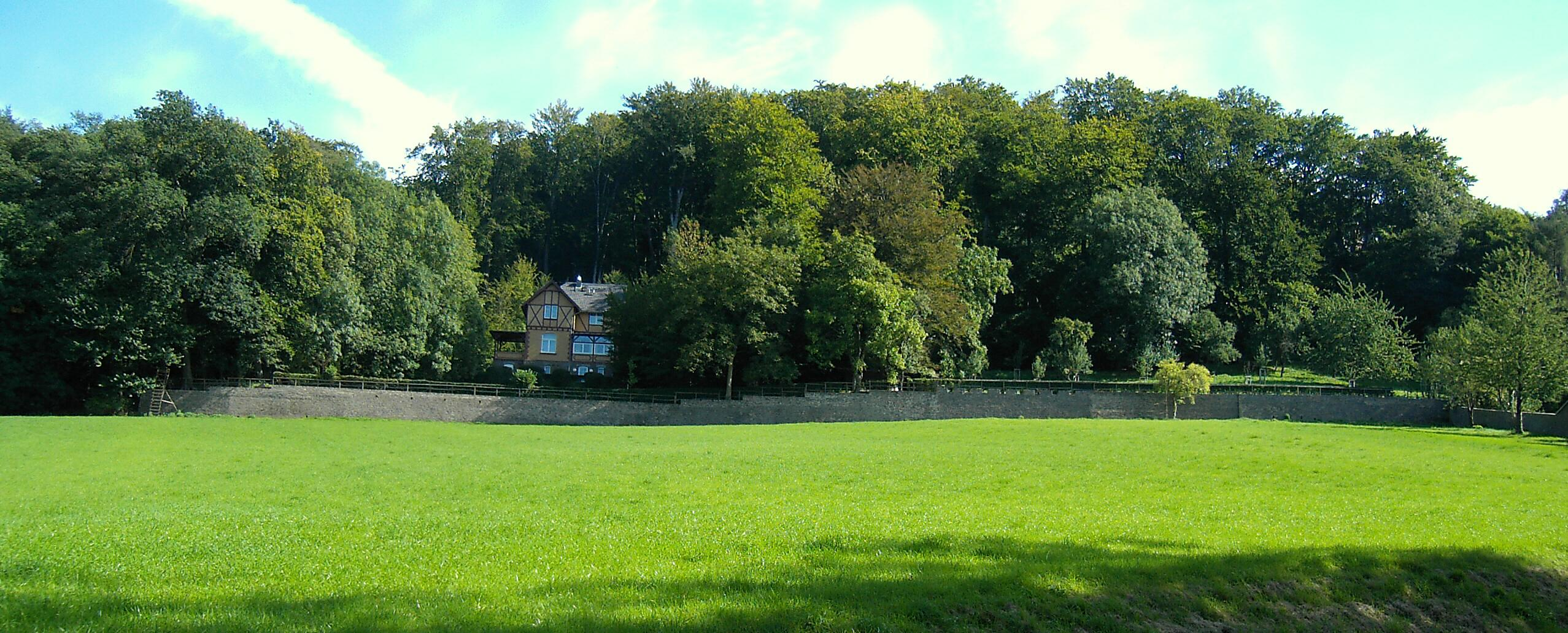
Umfassungsmauer mit Gärtnerhaus von 1899

Die Hirschburg ist eine historistische Landvilla mit Schlosscharakter in Königswinter, einer Stadt im nordrhein-westfälischen Rhein-Sieg-Kreis, die 1883/84 errichtet wurde. Sie liegt am Nordwesthang des Hirschbergs (257 m ü. NHN) im Siebengebirge, östlich und oberhalb des Nachtigallentals. Die Hirschburg steht als Baudenkmal unter Denkmalschutz.

## Geschichte
Bauherr des Anwesens war Jacob Anton Biesenbach, Schwager des Barons von Sarter, für den Biesenbach zuvor die auf der anderen Seite des Nachtigallentals gelegene Schloss Drachenburg errichtet hatte. Von dieser übernahm die Hirschburg ihre neugotischen Stilelemente. An dem Entwurf wirkten die Architekten Gerhard Franz Langenberg und Wilhelm Hoffmann mit. 1893 wurde das zugehörige Park- und Waldgelände straßen- und zum Teil auch bergseitig mit einer Mauer eingefriedet. Nach Biesenbachs Tod fiel die Hirschburg 1899 in den Besitz der Kölner Familie von Malinckrodt. Im April 1910 wurde sie für 375.000 Mark an den Kölner Waggonfabrikanten Paul Charlier (1851–1943), den Teilhaber und Geschäftsführer des Unternehmens Van der Zypen & Charlier verkauft, der sie anschließend renovieren und insbesondere an der Südseite umgestalten ließ.
1933 wurde die Hirschburg von den Mannesmannröhren-Werken erworben. Zunächst war ihre Nutzung als Mütter- und Kinderheim geplant, wurde dann aber ab 1943 zunächst als Verwaltungsgebäude des Unternehmens genutzt. Ab März 1950 diente sie als Erholungsheim für die Mitarbeiter von Mannesmann. 1958 wurde im südlichen Parkgelände eine Gymnastikhalle in Form einer Rotunde erbaut, der später eine Sauna und ein Tauchbecken folgten. 1971/72 entstand südlich der Hirschburg ein neues Gästehaus. 1992 kam es durch das Erdbeben von Roermond zu Schäden, die Renovierungsarbeiten an dem Gebäude erforderlich machten. Dabei entschied sich Mannesmann, in der Hirschburg ein Seminar- und Tagungszentrum einzurichten. Die Eintragung der Hirschburg in die Denkmalliste der Stadt Königswinter erfolgte am 29. September 1995.
Nach Übernahme des Unternehmens durch Vodafone wurde die Hirschburg unter Leitung von Michael Deisenroth 2001/2002 renoviert und dient auch dem neuen Eigentümer einschließlich der umliegenden Gebäude seit 2003 als Tagungsstätte.

## Architektur
Die Hirschburg ist zweigeschossig, besitzt eine Klinkerfassade und weist an Söller, Loggia, Erker und Balkonen einige Bau- und Schmuckformen des Historismus auf. Das Dach verfügt über Türmchen, Giebel und Gauben, Zinkblechverplattung und Firstbrüstungen. Der Mittelturm der Villa ist auf Fernsicht (Belvedere) hin ausgerichtet. Ein dort errichteter Terrassenvorbau wird durch zwei Hirschfiguren geschmückt, die auf Sockeln stehen. Die Inneneinrichtung der Hirschburg ist größtenteils erhalten.
Auf dem Nordteil des Grundstücks steht ein Gärtnerhaus – ein Backsteinbau aus dem Jahre 1899 –, an der Bergseite befindet sich ein Speisesaal von 1910/1911. Die Gesamtanlage wird durch eine Backsteinmauer von den umliegenden Straßen und Wegen abgegrenzt und weist auch eine Obstwiese auf. Im Nachtigallental befand sich das ehemalige Pumpenhaus der Hirschburg aus dem Jahr 1904, das nach Plänen von Franz Bachem entstand und  bereits um 1990 nur noch als Ruine (ohne Dach) erhalten war. Es handelte sich um einen quadratischen, verputzten Turmbau mit doppelschaliger Backsteinwand und historisierenden Schmuckformen. Er war nach Norden hin hausartig gestaltet mit einer (zuletzt vermauerten) Mitteltür und flankierenden Blendfenstern.